# Lappfjärds å
Lappfjärds å (fi. Lapväärtinjoki) är en å i Lappfjärd i Kristinestads stad i Österbotten. Ån börjar i Lauhanvuori nationalpark i Storå kommun (där den heter Storå, finska Isojoki) och rinner vidare genom Gamla Storå, Dagsmark, Perus och vidare till Lappfjärd där den mynnar ut i Lappfjärdsfjärden, och vidare ut i Bottenhavet.